# Hammarby IF Handboll
Pour les autres sections du club omnisports, voir Hammarby IF.
Le Hammarby IF Handboll est la section handball du club Hammarby IF situé à Stockholm. Cette section est fondée en 1939.

## Palmarès
- Champion de Suède (3) : 2006, 2007, 2008

## Personnalités liées au club
- Michael Apelgren (de) : joueur de 2003 à 2008
- Martin Dolk : joueur de 2006 à 2014, 2015 à ?
- Patrik Fahlgren (en) : joueur de 2017 à 2019 et entraîneur depuis 2018
- Lukas Karlsson (en) : joueur de 2000 à 2007
- Tobias Karlsson : joueur de 2003 à 2008
- Fredrik Larsson (de) : joueur de 2005 à 2009
- Staffan Olsson : joueur de 2003 à 2006 et entraîneur de 2005 à 2011
- Fredric Pettersson : joueur de 2008 à 2011
- Josef Pujol (sv) : joueur de 2005 à 2016